# X Circini
X Circini, eller Nova Circini 1927, var en uppflammande nova i Cirkelpassarens stjärnbild. Den upptäcktes den 3 september 1926 av F. Becker och nådde den fotografiska magnituden 6,5. Ljusstyrkan understiger numera magnitud 16,5.